# Cratere Don Juan
Don Juan  è un cratere sulla superficie di Eros.